# Little Falls, Minnesota
Little Falls, stad i Morrison County i delstaten Minnesota, USA, halvvägs mellan St.Cloud och Brainerd. Little Falls är administrativ huvudort (county seat) i Morrison County. 

## Kända svenskättlingar
- Charles Lindbergh, son till den republikanske kongressledamoten Charles A. Lindbergh, Sr (född 1859 i Kristianstads län). Hans barndomshem från 1907 är idag museum.
- Paul Larsson, grundare av Larson Boat Works.